# Trimioplectus obsoletus
Trimioplectus obsoletus är en skalbaggsart som beskrevs av Brendel 1891. Trimioplectus obsoletus ingår i släktet Trimioplectus och familjen kortvingar. Inga underarter finns listade i Catalogue of Life.

## Bildgalleri

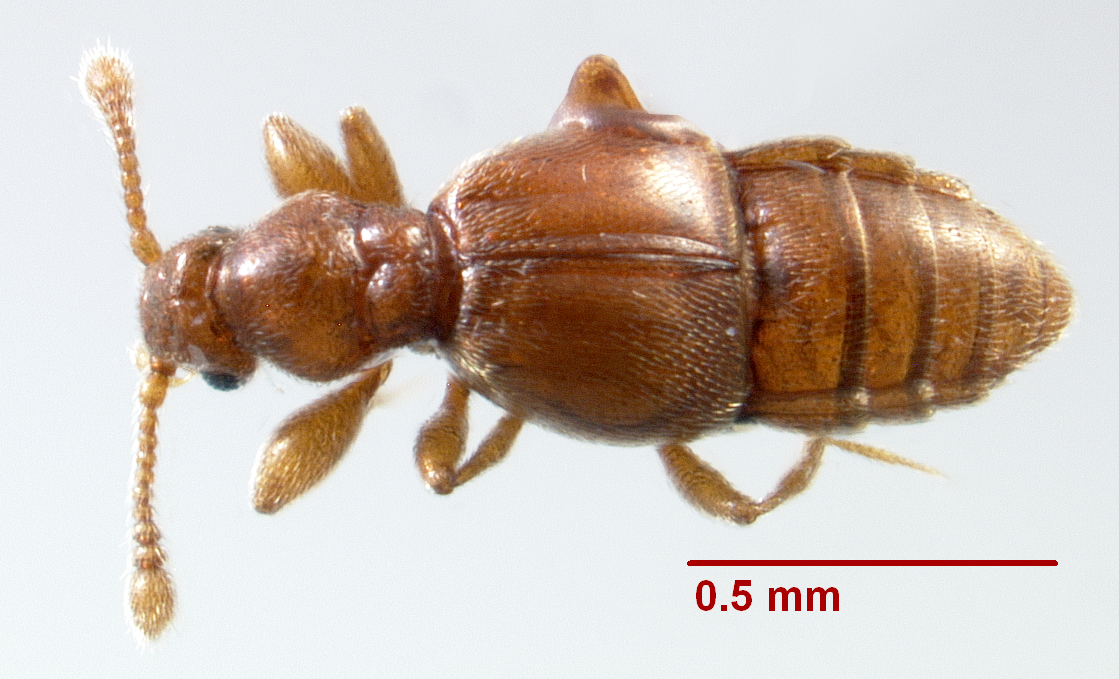